# Bitwa pod Lublinem
Bitwa pod Lublinem – starcie pomiędzy Polakami a Tatarami, które mogło mieć miejsce w lutym 1341 roku, w okresie kampanii ruskiej Kazimierza Wielkiego z lat 1340–1341.
Lublin był w tym okresie położony na pograniczu ówczesnego państwa. Był przez to wystawiony na najazdy Litwinów, Jaćwingów, Rusinów i Tatarów.
Na przełomie stycznia i lutego 1341 po nieudanej próbie sforsowania Wisły siły tatarskie wraz z posiłkami ruskimi pod dowództwem Dymitra Detko, wycofały się w kierunku Lublina. Najeźdźcy rozlali się po ziemi lubelskiej, grabiąc i mordując. Oblegli także gród lubelski i spalili stojące obok niego, nieufortyfikowane miasto. Mimo że gród miał wówczas tylko drewniane umocnienia, załoga wraz z chroniącymi się w grodzie mieszczanami wytrzymała oblężenie, które trwało od 8 do 12 dni.
Istnieją dwie sprzeczne teorie wyjaśniające dlaczego Tatrzy odstąpili od oblężenia Lublina. Według pierwszej Kazimierz Wielki stoczył bitwę z Tatarami we wsi nieopodal Lublina na prawym brzegu Bystrzycy, rozbijając ich główne siły. Od legendarnej bitwy miała się wziąć późniejsza nazwa wsi, a następnie dzielnicy Lublina, Tatary. Druga mówi o odstąpieniu Tatarów od Lublina po śmierci ich dowódcy, który miał zginąć od strzały lubelskiego łucznika.